# Hoehne, Colorado
Hoehne, Colorado (енгл. Hoehne) насељено је место без административног статуса у америчкој савезној држави Колорадо.

## Демографија
По попису из 2010. године број становника је 111.
| Група             | 2000.    | 2010.      |
| Белци             | 0 (0,0%) | 71 (64,0%) |
| Афроамериканци    | 0 (0,0%) | 2 (1,8%)   |
| Азијати           | 0 (0,0%) | 0 (0,0%)   |
| Хиспаноамериканци | 0 (0,0%) | 40 (36,0%) |
| Укупно            | 0        | 111        |